# Lèlex (pare de Policàon)
Lèlex, segons la mitologia grega, va ser el primer rei de Lacedemònia, nascut directament de Gea. Casat amb Cleocària, va tenir dos fills: Miles, que el va succeir al tron de Lacedemònia, i Policàon, que va regnar a Messènia després de casar-se amb Messene, filla del rei d'Argos, Tríopas. Lèlex és considerat l'epònim dels leleges.